# 王立ハノーファー邦有鉄道
王立ハノーファー邦有鉄道（おうりつハノーファーほうゆうてつどう、ドイツ語: Königlich Hannöverschen Staatseisenbahnen）は、1843年からハノーファー王国がプロイセン王国に1866年に併合されるまでの間存在した、ハノーファー王国の国有鉄道である。プロイセンへの併合時、路線長は約800 kmあり、これはプロイセン邦有鉄道に引き継がれた。

## 建設の段階と路線

### 十字鉄道
十字鉄道（クロイツバーン、Kreuzbahn）の考えは、ハノーファー王のエルンスト・アウグストがハノーファーに中央駅ができるのを避けようと望んだことから生まれた。このため、ハノーファーの郊外のレールテで十字に交差するように鉄道路線が敷設され、結果としてレールテは重要な鉄道の拠点として発展することになった。
ハノーファー王国政府は当初から、国内の鉄道建設を邦有鉄道により実施した。これは計画されていた最初の鉄道路線への民間の出資者がいなかったためであった。以下が計画路線である。
- ハノーファーからレールテを経由して、ブラウンシュヴァイク公国との国境にあるパイネ（ドイツ語版）まで
- レールテからツェレまで
- レールテからヒルデスハイムまで

ハノーファー-ブラウンシュヴァイク線の最初の区間はハノーファーからミスブルクを経由してレールテまでの16 kmで、1843年10月22日に開通した。このブラウンシュヴァイクへ向けての延伸は、1843年12月1日に国境のパイネまで実現した。1844年5月19日に、この2つの都市を結ぶ60 kmのうちほぼ3分の1を所有するブラウンシュヴァイク公国邦有鉄道と連結された。1845年10月15日にレールテ-ツェレ線が開通し、1846年6月12日にレールテ-ヒルデスハイム線が開通した。
十字鉄道以降、以下の路線が1843年3月13日設立の王立ハノーファー邦有鉄道の指揮により建設された。
ツェレ-ハンブルク間、ユルツェン、リューネブルク経由、1847年5月1日開通。またハノーファー-ミンデン線が1847年10月15日に開通して、ケルン-ミンデン鉄道運営の本線と接続した。

### ブレーメン鉄道

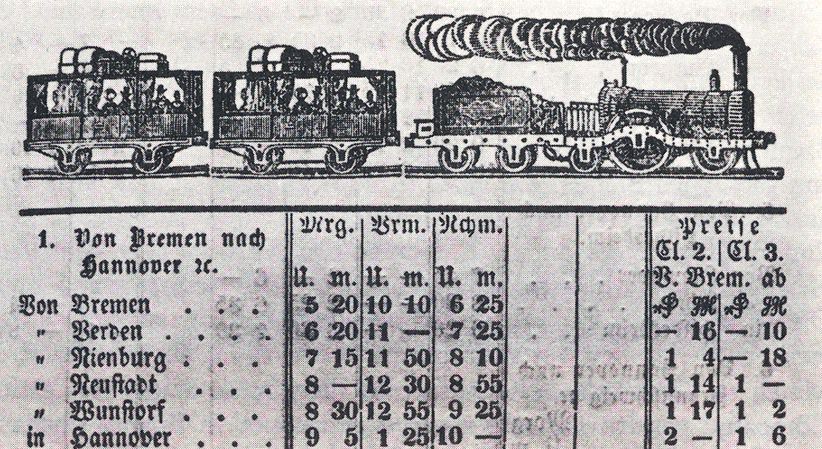
ブレーメンとハノーファーを結ぶ路線の時刻表、1854年

プロイセンと自由都市ブレーメンの共同出資で建設されていたブレーメンへの路線は、プロイセンの望みに反してミンデンから直接ではなく、ハノーファーのヴンストルフから建設された。1847年12月12日にヴンストルフ-ブレーメン間が開通した。1848年から1849年にかけて起きたドイツ3月革命のために、ハノーファー王国内のさらなる鉄道網拡張は遅延することになった。

### ハノーファー南鉄道
- 1853年5月1日:	ハノーファー - アルフェルト（ドイツ語版）
- 1853年9月15日: ノルトシュテンメン - ヒルデスハイム
- 1854年7月31日: アルフェルト - クライエンゼン - ゲッティンゲン
- 1856年5月8日: ゲッティンゲン - ハン・ミュンデン（ドランスフェルトの勾配（ドイツ語版）を含む）
- 1856年9月23日: ハン・ミュンデン - カッセル

### ハノーファー西鉄道
レーネからオスナブリュックでケルン-ミンデン鉄道に接続しエムデンまで結ぶ、プロイセンとの合同での鉄道の計画は、路線の経路とオランダの鉄道への接続をめぐる長い議論が終わるまで、実現することはなかった。
最終的に合意されたのは現在の路線で、レーネからオスナブリュックを通りプロイセンのライネへ向かい、王立ヴェストファーレン鉄道とミュンスターで接続するとともに、ここからザルツベルゲンを経由してレーアおよびエムデンへ通じることになった。
オランダの鉄道網への接続は、ハノーファー領のザルツベルゲンからベントハイムを経由してオルデンザールと到ることで実現された。1854年11月24日に最初の区間、エムデン - パーペンブルクが開通した。
- 1855年11月21日: レーネ - オスナブリュック間開通
- 1856年6月19日/20日: ライネ経由エムデンまでの路線開通
- 1865年11月18日: ザルツベルゲン - オルデンザール間開通

### ブレーメン-ブレーマーハーフェン鉄道
1862年1月23日にブレーメンへの路線の延長として、ゲーステミュンデ/ヴェーザーミュンデ（こんにちのブレーマーハーフェン）までの路線が、やはりブレーメンとの共同で実現した。

### エルベ川鉄道連絡船
長い間の交渉の末、1864年3月15日にリューネブルクからホーンストルフまでのエルベ川沿いの路線が建設され、同時にラウエンブルク-ホーンシュトルフ鉄道連絡船が設立されて、エルベ川対岸のラウエンブルク-ビューヒェン線と連絡した。

### ハルツ
フィーネンブルクとゴスラーを結ぶ鉄道も王立ハノーファー邦有鉄道の所有であったが、この路線はブラウンシュヴァイク公国邦有鉄道が運行していた。ゲッティンゲン - アーレンスハウゼン間およびノルトハイム - エルリヒ間の路線は、普墺戦争後に王立ハノーファー邦有鉄道がプロイセンに移管されるまでには完成しなかった。

## プロイセン邦有鉄道への移管
1866年12月15日、王立ハノーファー邦有鉄道はプロイセン邦有鉄道に統合され、プロイセン邦有鉄道ハノーファー管理局となった。